# Parshall (Dakota Północna)
Parshall – miasto w Stanach Zjednoczonych, w stanie Dakota Północna, w hrabstwie Mountrail.